# USS Langley (CVL-27)
USS Langley (CVL-27) là một tàu sân bay hạng nhẹ thuộc lớp Independence từng phục vụ trong Hải quân Hoa Kỳ từ năm 1943 đến năm 1947, và trong Hải quân Pháp dưới cái tên La Fayette từ năm 1951 đến năm 1963.

## Thiết kế và chế tạo
Langley được chế tạo tại Camden, New Jersey. Nguyên nó được đặt hàng như chiếc tàu tuần dương hạng nhẹ USS Fargo (CL-85), nhưng vào lúc được đặt lườn vào tháng 4 năm 1942, nó được thiết kế lại thành một tàu sân bay, sử dụng động cơ và thân tàu nguyên thủy của chiếc tàu tuần dương. Tên được đặt theo Samuel Pierpont Langley, nhà khoa học và là một người tiên phong trong lĩnh vực hàng không Hoa Kỳ, CVL-27 tiếp nối cái tên và truyền thống của Langley (CV-1), chiếc tàu sân bay đầu tiên của Hải quân Mỹ, đã bị đánh chìm vào ngày 27 tháng 2 năm 1942 tại Đông Ấn thuộc Hà Lan. Langley được đưa ra hoạt động vào tháng 8 năm 1943.

## Lịch sử hoạt động
Langley được đưa đến Mặt trận Thái Bình Dương vào cuối năm 1943 và bắt đầu tham gia Thế Chiến II trong chiến dịch quần đảo Marshall trong tháng 1 và tháng 2 năm 1944. Trong bốn tháng tiếp theo sau, máy bay của nó tấn công các căn cứ Nhật Bản tại khu vực Trung Thái Bình Dương và phía Tây New Guinea. Vào tháng 6 năm 1944, chiếc tàu sân bay tham gia các đợt tấn công tại Mariana và trong Trận chiến biển Philippine.

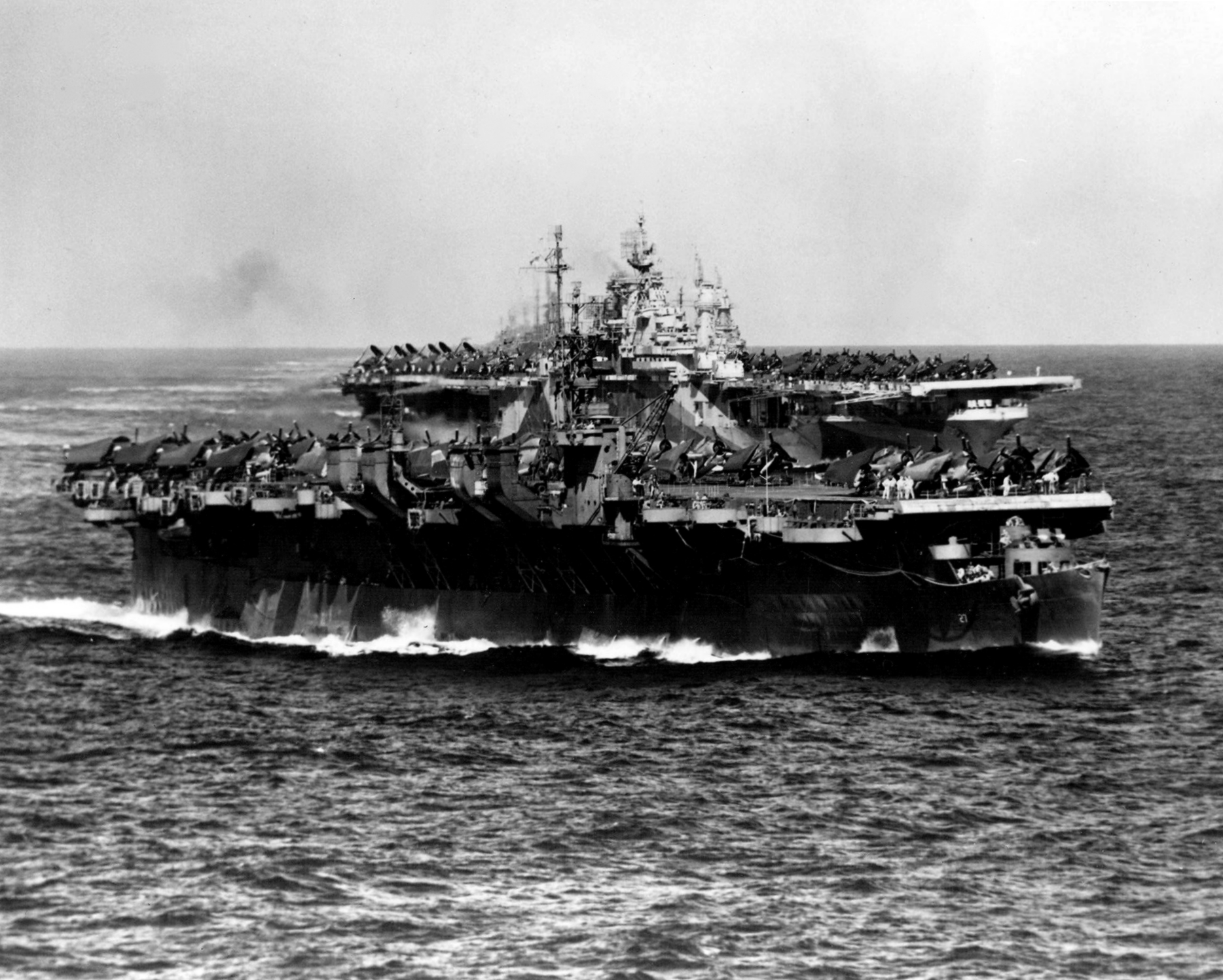
USS Langley dẫn đầu Đội đặc nhiệm 38.3 tiến vào thả neo tại Ulithi.

Langley tiếp tục vai trò trong chiến tranh của nó suốt phần còn lại của năm 1944, tham gia chiến dịch Palaus, thực hiện các cuộc không kích lên Philippines, Đài Loan và quần đảo Ryukyu, và tham gia trận chiến vịnh Leyte. Từ tháng 1 đến tháng 2 năm 1945, chiếc tàu sân bay là một thành phần của Đệ Tam hạm đội xâm nhập vào biển Nam Trung Quốc, tham gia cuộc không kích quy mô lớn đầu tiên lên các hòn đảo chính quốc Nhật Bản và tấn công lên đảo Iwo Jima. Nhiều hoạt động tác chiến khác được tiếp nối trong tháng 3 và tháng 4 năm 1945, khi máy bay của nó tấn công các mục tiêu tại Nhật Bản và hỗ trợ các hoạt động tại Okinawa. Được cho đại tu tại Mỹ trong tháng 6 và tháng 7 năm 1945, chiếc tàu sân bay vẫn còn đang trên đường quay trở lại chiến trường Thái Bình Dươing khi chiến tranh kết thúc vào tháng 8.
Sau các đợt vận chuyển cựu chiến binh tại Thái Bình Dương về nước, Langley chuyển sang Đại Tây Dương, nơi nó thực hiện những nhiệm vụ tương tự từ tháng 11 năm 1945 đến tháng 1 năm 1946. Bị bỏ không tại Philadelphia, Pennsylvania suốt thời gian còn lại của năm 1946, chiếc tàu sân bay được cho ngừng hoạt động vào tháng 2 năm 1947.
Langley được đưa ra khỏi lực lượng dự bị vào đầu năm 1951, được tân trang rồi được chuyển cho Pháp trong chương trình Trợ giúp Phòng thủ Tương hỗ. Sau hơn một thập niên phục vụ cho Hải quân Pháp dưới tên gọi La Fayette, nó được hoàn trả cho Hoa Kỳ vào tháng 3 năm 1963 và được bán để tháo dỡ một năm sau đó.

## Phần thưởng
Langley được tặng thưởng chín Ngôi sao Chiến đấu do thành tích phục vụ trong Chiến tranh Thế giới thứ hai.
|  |  | Silver star · Bronze star · Bronze star · Bronze star · Bronze star |
|  |  | Bronze star · Bronze star                                           |

| Đơn vị Tuyên dương Hải quân          | Huân chương Chiến dịch Hoa Kỳ            | Huân chương Chiến dịch Châu Á-Thái Bình Dương với 9 Ngôi sao Chiến trận |
| Huân chương Chiến thắng Thế Chiến II | Đơn vị Tuyên dương Tổng thống Philippine | Huân chương Giải phóng Philippine với 2 Ngôi sao Chiến trận             |